# Dhuizon
 Dhuizon  es una población y comuna francesa, en la región de Centro, departamento de Loir y Cher, en el distrito de Romorantin-Lanthenay y cantón de Neung-sur-Beuvron.

## Demografía
| 1035 | 1063 | 1086 | 1057 | 1100 | 1254 | 1366 |
| Para los censos de 1962 a 1999 la población legal corresponde a la población sin duplicidades (Fuente: INSEE [Consultar]) |      |      |      |      |      |      |